# NGC 7640
NGC 7640 је спирална галаксија у сазвежђу Андромеда која се налази на NGC листи објеката дубоког неба.
Деклинација објекта је + 40° 50' 42" а ректасцензија 23h 22m 6,6s. Привидна величина (магнитуда) објекта NGC 7640 износи 11,1 а фотографска магнитуда 11,8. Налази се на удаљености од 8,539 милиона парсека од Сунца. NGC 7640 је још познат и под ознакама UGC 12554, MCG 7-48-2, CGCG 532-17, CGCG 533-1, IRAS 23197+4034, PGC 71220.